# Leni Riefenstahl
Helene Bertha Amalie "Leni" Riefenstahl (Berlim, 22 de agosto de 1902 — Pöcking, 8 de setembro de 2003) foi uma cineasta alemã, representante dos ideais da estética nazista. Suas obras mais famosas são os filmes de propaganda que ela realizou para o Partido Nazista alemão. Submetida ao ostracismo pela indústria cinematográfica após a guerra, ela se tornou uma fotógrafa e mergulhadora.

## Biografia

### Infância e juventude
Leni nasceu em Berlim, em 1902. Seu pai era Alfred Theodor Paul Riefenstahl, dono de uma empresa famosa de calefação. Alfred queria que sua filha o seguisse na carreira na empresa, mas não teve sucesso. Leni foi filha única por muitos anos, portanto seu pai queria que ela assumisse a fortuna e os negócios da família. Sua mãe, Bertha Ida, acreditava que o futuro da filha era no show business. Leni tinha um irmão mais novo, Heinz, que morreu aos 39 anos de idade no front oriental durante a Segunda Guerra Mundial, no conflito contra a União Soviética.
Leni começou a estudar pintura e poesia ainda aos quatro anos de idade. Era bastante atlética, tendo praticado ginástica olímpica e natação. Enquanto sua mãe lhe dava todo o apoio nas artes, seu pai não tinha interesse nas inclinações artísticas da filha. Em 1918, aos 16 anos, Leni assistiu a uma apresentação de A Branca de Neve, o que teria lhe influenciado profundamente, a ponto de querer se tornar bailarina. Seu pai, porém, queria que a filha tivesse uma educação voltada para algum emprego sério. Sem o conhecimento do marido, sua mãe a matriculou em aulas de balé clássico na Escola de Dança Grimm-Reiter, em Berlim, e logo se tornaria uma estrela da companhia.

### Carreira no cinema
Em uma entrevista em 2002 ela lembrou que dançar era o que a fazia realmente feliz. Quando teve de parar, ainda jovem, por causa de uma lesão no joelho, Leni assistiu a um filme no cinema e ficou impressionada com as possibilidades do meio, entrando em contato com um diretor para pedir um papel em um filme. A partir de então, ela estrelou vários filmes de montanha, filmando em externas na neve com pouca roupa, escalando montanhas íngremes descalça. Quando lhe ofereceram a oportunidade de dirigir A Luz Azul, ela aceitou. Seu interesse, a princípio, estava em filmes de ficção.

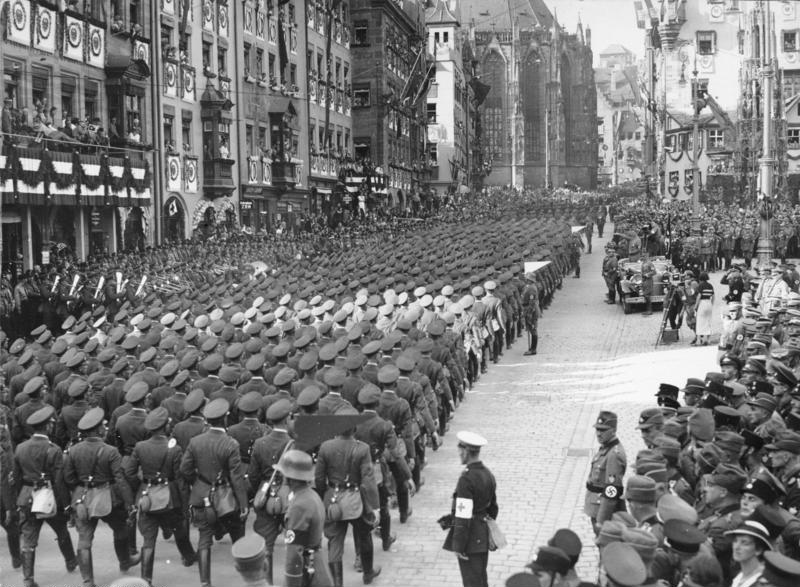
Convenção do partido nazista alemão em 1934, filmado por Riefenstahl.

De acordo com algumas fontes, Leni ouviu Adolf Hitler discursar num comício em 1932 e ofereceu a ele seus serviços como cineasta, porque teria ficado fascinada pelas habilidades oratórias do líder. Já outras, como a própria diretora, afirmam que ela é que foi procurada por Hitler, depois que este assistiu e adorou o filme A Luz Azul. De todo modo, já em 1933 ela dirigiu um curta-metragem sobre um comício do Partido Nazista. Hitler, então, pediu a Leni que filmasse a convenção anual do Partido em Nurembergue em 1934. A princípio, ela se recusou, sugerindo que Hitler contratasse Walter Ruttmann para dirigi-lo em seu lugar. Mais tarde, Leni Riefenstahl voltou atrás e realizou O Triunfo da Vontade, um documentário. Ela prosseguiu, realizando um filme sobre a Wehrmacht (exército alemão), intitulado O Dia da Liberdade.
Em 1936, Leni Riefenstahl qualificou-se para representar a Alemanha no rali de esqui nos Jogos Olímpicos de 1936, mas, em vez disso, preferiu filmar o evento. O material captado virou o filme Olympia, celebrado por suas inovações técnicas e estéticas até hoje influentes em toda a cobertura esportiva da televisão.

### Pós Segunda Guerra

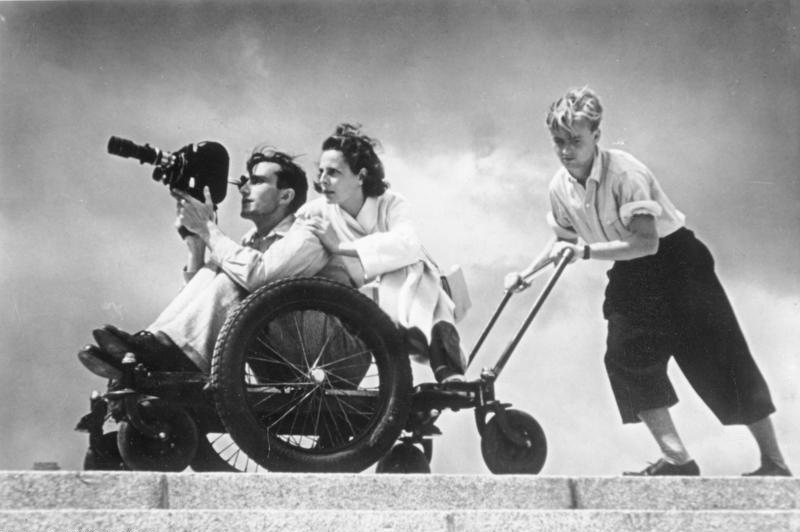
Leni Riefenstahl filmando em 1936.

Após a Segunda Guerra Mundial, ela passou quatro anos presa num campo de concentração francês. Foi acusada de usar prisioneiros nos sets de filmagens, mas tais acusações nunca foram provadas em tribunal. Ao final do julgamento, sem conseguir encontrar nenhuma imputabilidade no apoio de Leni aos nazistas, o tribunal considerou-a apenas "simpatizante". Em entrevistas posteriores, Leni Riefenstahl insistiu que tinha sido fascinada pelos nazistas, mas que era politicamente ingênua e ignorava as falhas cometidas na guerra; uma posição que vários de seus críticos consideram ridícula.
Leni tentou produzir outros filmes no pós-guerra, mas cada tentativa foi boicotada por resistências, protestos e duras críticas. O boicote impediu Leni de financiar suas produções. Os poucos filmes que conseguiu realizar foram curtas e bancados pessoalmente, e novamente, obras de grande engenhosidade. Após isto, ela se tornou fotógrafa. Leni se interessou pela tribo Nuba do Sudão e publicou dois livros com fotos dos guerreiros da tribo em 1974 e 1976. Ela sobreviveu a uma queda de helicóptero no Sudão em 2000.

### Últimos anos

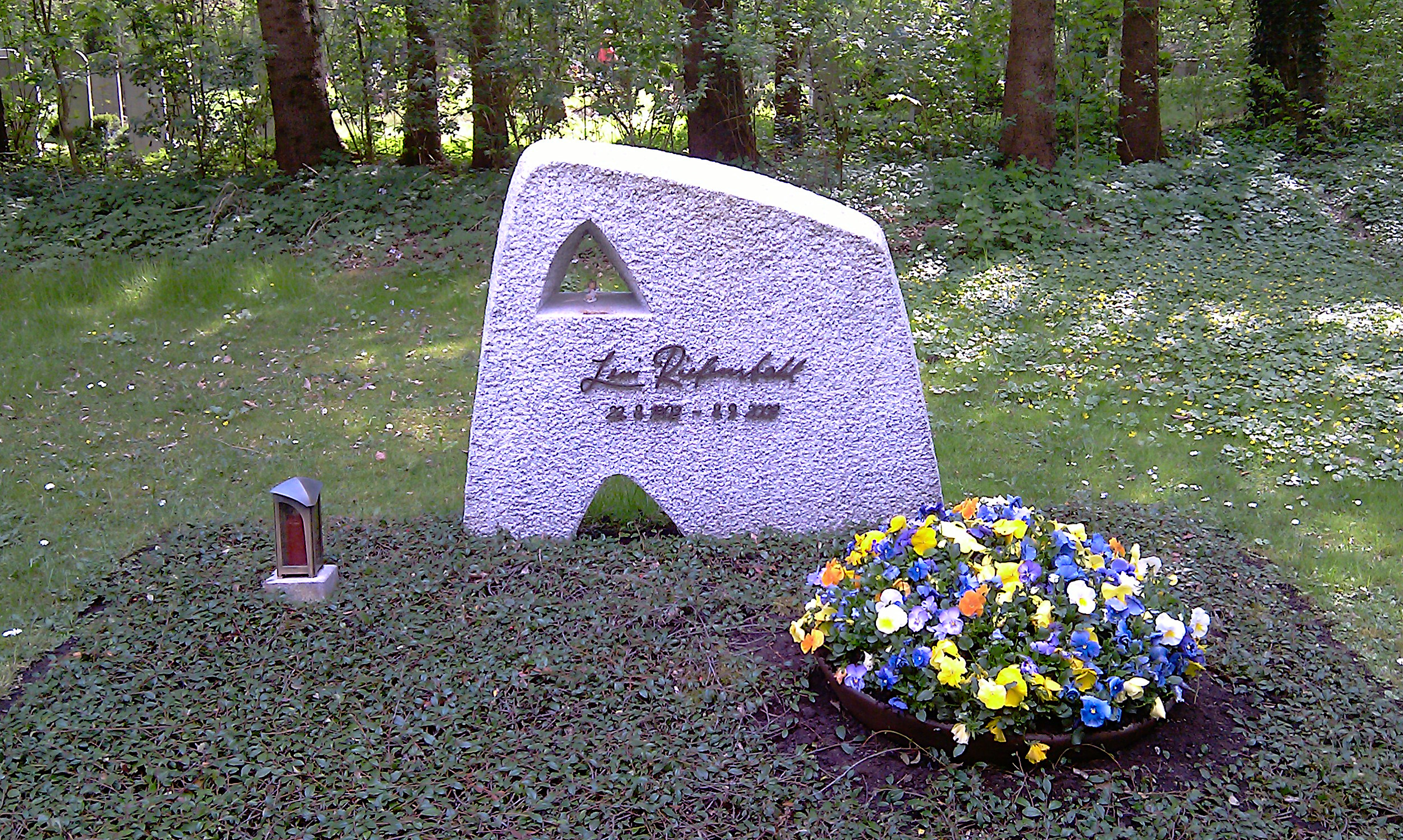
Sepultura no Waldfriedhof de Munique.

Perto dos seus 80 anos, Leni Riefenstahl começou a praticar fotografia submarina. Ela lançou um novo filme, intitulado Impressionen unter Wasser (Impressões Subaquáticas), um documentário da vida sob os mares, no seu centésimo aniversário 22 de agosto de 2002. A despeito de seus polêmicos filmes de propaganda, Leni Riefenstahl é renomada na história do cinema por ter desenvolvido novas estéticas em seus filmes, especialmente em relação a ângulos de câmera, enquadramentos, movimentos de massas e nus. Ainda que a propaganda em seus filmes provoque rejeição por várias pessoas, a sua estética é indubitavelmente singular e é citada por vários outros cineastas.
Em outubro de 2002, quando Leni tinha 100 anos, autoridades alemãs decidiram arquivar o inquérito contra ela por afirmar corretamente no passado que "todos e cada um" dos ciganos que foram recrutados em um campo de concentração para aparecer em seu filme Tiefland tinham sobrevivido à guerra.

### Morte
Leni celebrou seu 101.º aniversário em um hotel em Feldafing, perto da sua casa e sua saúde se deteriorou rapidamente depois dessa data. Leni morreu enquanto dormia em 8 de setembro de 2003, em sua casa em Pöcking, na Alemanha, aos 101 anos. Em seu obituário, foi dito que Leni foi a última figura famosa da era nazista na Alemanha a morrer. Ela foi sepultada no Waldfriedhof de Munique, Baviera na Alemanha.

## Legado

### Biografias cinematográficas
Em 1993, Riefenstahl foi o tema do premiado documentário alemão The Wonderful Horrible Life of Leni Riefenstahl [en], dirigido por Ray Müller [en]. Riefenstahl apareceu no filme, respondeu a várias perguntas e detalhou a produção de suas produções. A cinebiografia foi indicada a sete prêmios Emmy, vencendo em uma categoria. Riefenstahl, que há algum tempo vinha trabalhando em suas memórias, decidiu cooperar na produção desse documentário para contar a história de sua vida, as lutas pelas quais passou em sua vida pessoal, sua carreira cinematográfica e o que as pessoas pensavam dela. Também foi tema do documentário de Müller de 2000, Leni Riefenstahl: Her Dream of Africa [en], sobre seu retorno ao Sudão para visitar o povo Nuba.
No ano de 2000, Jodie Foster estava planejando um drama biográfico sobre Riefenstahl, então vista como o último membro sobrevivente do “círculo íntimo” de Hitler, causando protestos, com o reitor do Centro Simon Wiesenthal, Marvin Hier [en], alertando contra uma visão revisionista que glorificava a diretora, observando que Riefenstahl parecia “bastante apaixonada” por Hitler. Já em 2007, o roteirista britânico Rupert Walters estaria escrevendo um roteiro para o filme. O projeto não recebeu a aprovação de Riefenstahl antes de sua morte, pois Riefenstahl pediu um veto a todas as cenas com as quais ela não concordasse. Riefenstahl supostamente queria que Sharon Stone a interpretasse em detrimento de Foster.
Em 2011, o diretor Steven Soderbergh revelou que também estava trabalhando em um filme biográfico de Riefenstahl há cerca de seis meses. Abandonou o projeto devido a preocupações com suas perspectivas comerciais.
No Festival de Veneza 2024, o documentário Riefenstahl foi lançado pelo diretor  Andres Veiel.

### Na cultura popular
Riefenstahl foi interpretada por Zdena Studenková [en] em Leni, uma peça dramática eslovaca de 2014 sobre sua participação fictícia no The Tonight Show Starring Johnny Carson. Também foi interpretada pela atriz holandesa Carice van Houten em Race [en], um filme de drama esportivo dirigido por Stephen Hopkins sobre o atleta Jesse Owens.
No curta-metragem de 2016 Leni. Leni., baseado na peça de Tom McNab e dirigido por Adrian Vitoria, Hildegarde Neil [en] interpreta Riefenstahl. Em 2021, ela foi tema do livro de Nigel Farndale [en], The Dictator's Muse.

## Obras
como atriz
- Tragödie im Hause Habsburg (1924)
- Der Heilige Berg (1926)
- Der Große Sprung (1927)
- Die Weiße Hölle vom Piz Palü (1929)
- Stürme über dem Mont Blanc (1930)
- Das Blaue Licht (1932)
- S.O.S. Eisberg (1933)
- Tiefland (1954)

como diretora
- Das Blaue Licht (1932)
- Der Sieg des Glaubens (1933)
- Triumph des Willens (1934)
- Tag der Freiheit - Unsere Wehrmacht (1935)
- Festliches Nürnberg (1937)
- Olympia (1936)
- Tiefland (1954)
- Impressionen unter Wasser (2002)

como fotógrafa
- The Last of the Nuba. Harper, New York, 1974.
- The People of Kau. Harper, New York, 1976.

## Galeria

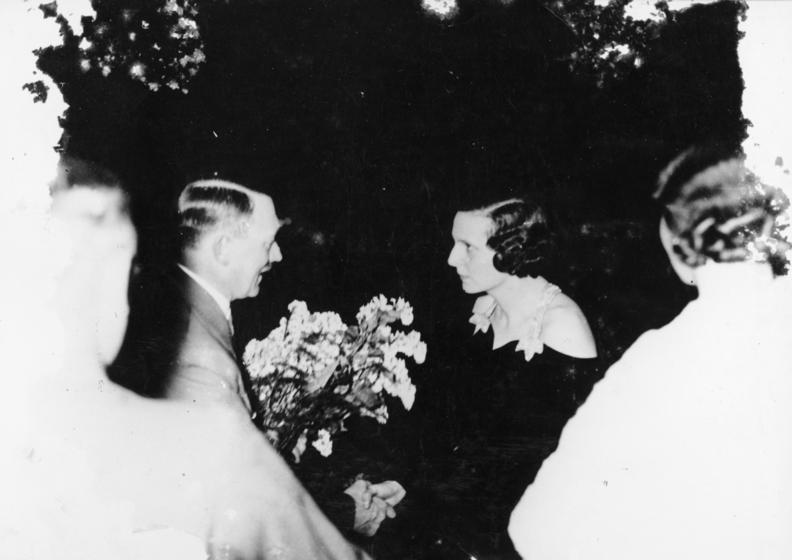
Com Hitler em 1934.
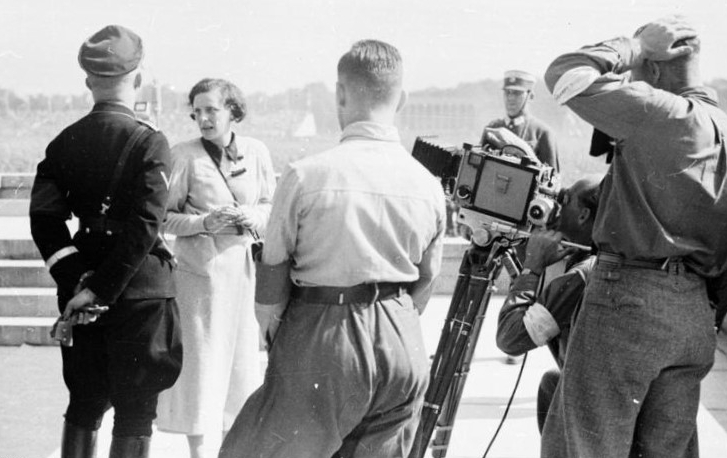
Leni Riefenstahl e Heinrich Himmler em Nuremberg, 1934.
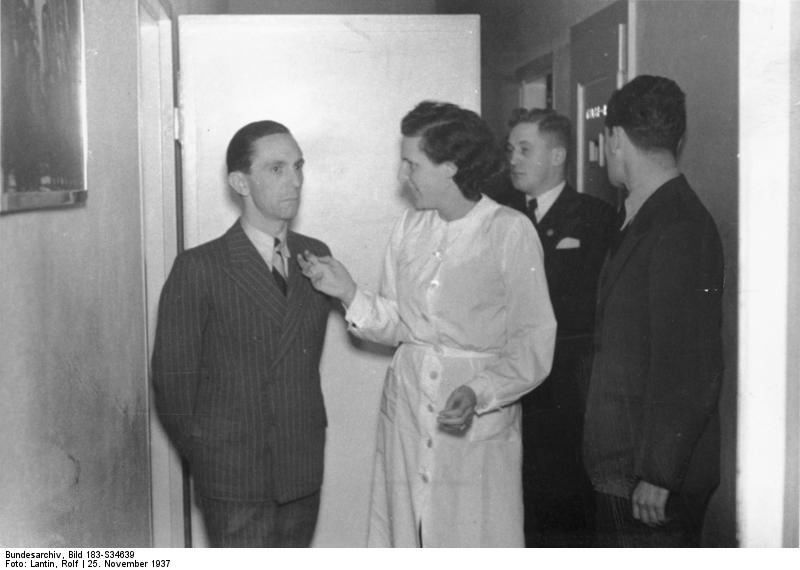
Joseph Goebbels e Leni Riefenstahl em 25 de novembro de 1937.
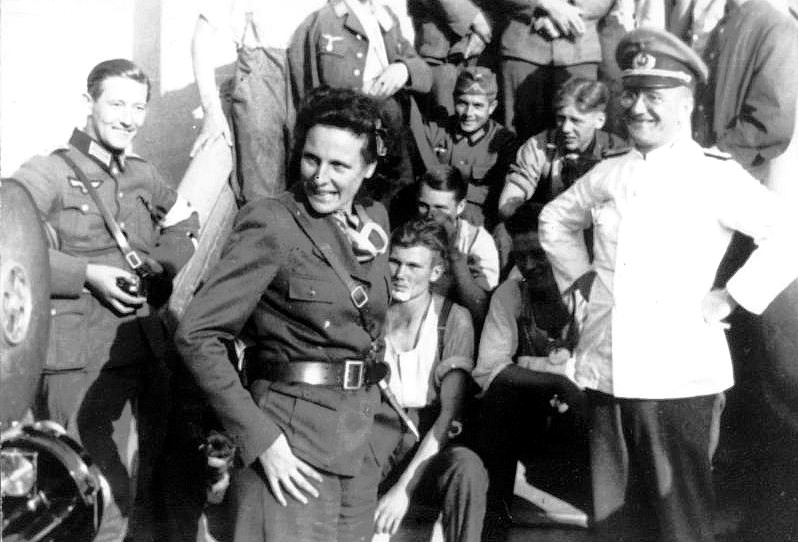
Usando farda durante uma visita às tropas alemãs na Polônia ocupada em 1939.
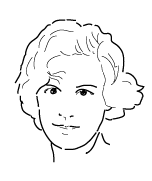
Leni Riefenstahl